# (73472) 2002 ON18
(73472) 2002 ON18 – planetoida z pasa głównego asteroid okrążająca Słońce w ciągu 5,56 lat w średniej odległości 3,14 j.a. Odkryta 18 lipca 2002 roku.